# أرتور بيغنوري كاريرا
أرتور بيغنوري كاريرا (مواليد 4 أغسطس 2000) هو لاعب كرة قدم برازيلي.

## وصلات خارجية
- أرتور بيغنوري كاريرا على موقع رابطة كرة القدم اليابانية للمحترفين (اليابانية)
- أرتور بيغنوري كاريرا على موقع Soccerway.com (الإنجليزية)
- أرتور بيغنوري كاريرا على موقع عالم كرة القدم.نت (الإنجليزية)